# 東北電力サッカー部
東北電力サッカー部（とうほくでんりょく サッカー部）は、かつて存在した社会人サッカーチーム。東北電力のサッカー部として1988年に創部した。日本プロサッカーリーグ（Jリーグ）加盟のベガルタ仙台の前身となったクラブである。なお、当項目ではベガルタの前身のブランメル仙台についても記載する。

## 歴史

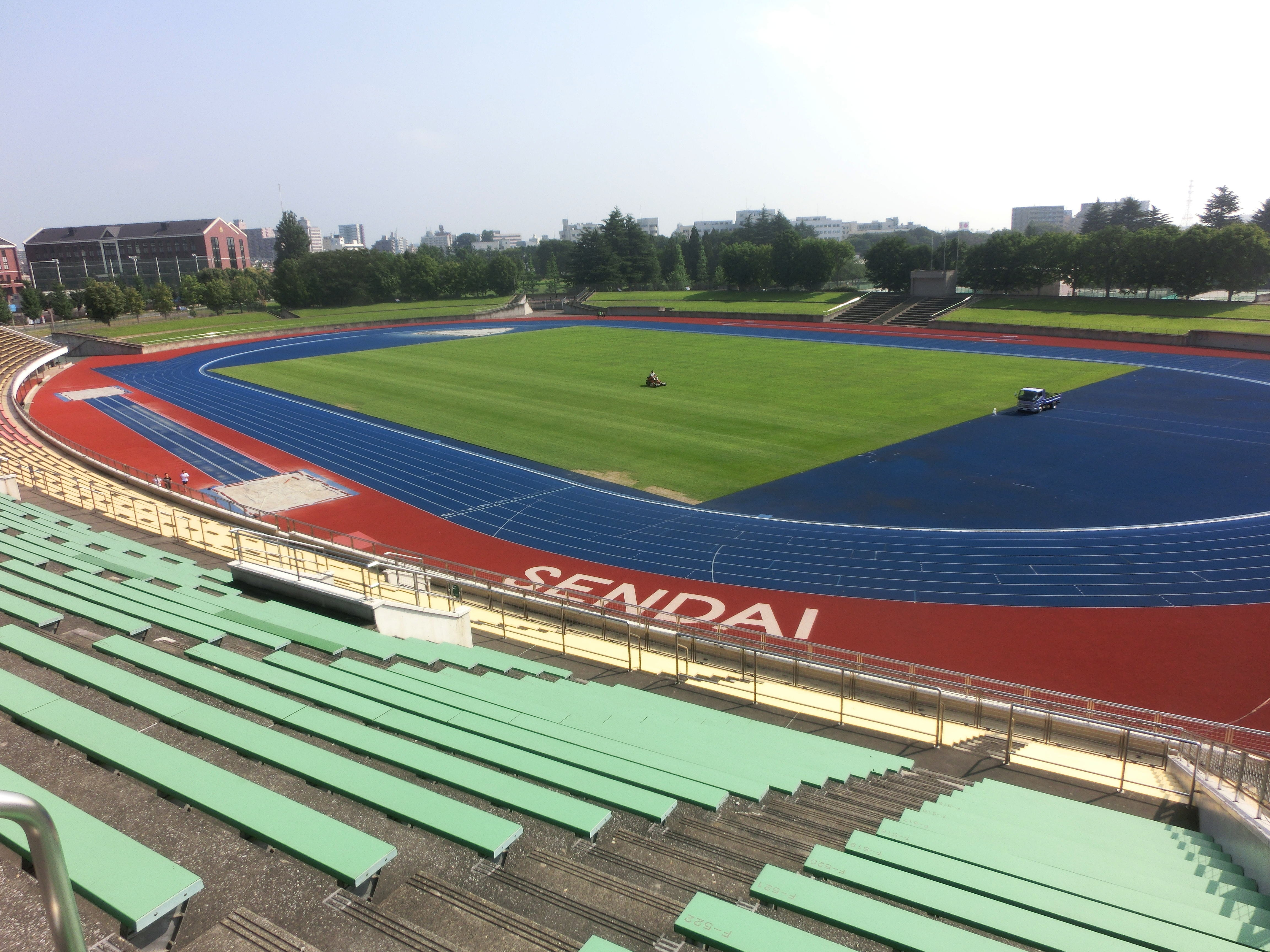
東北電力サッカー部の本拠地の一つであった宮城陸上競技場

### 東北電力サッカー部
1988年8月に東北電力のサッカー部として発足。
1991年
東北社会人サッカーリーグへ昇格。リーグ戦は9勝2分3敗の成績。優勝したNEC山形サッカー部（現：モンテディオ山形）に勝ち点8差を付けられたが、元日本サッカーリーグ（JSL）所属で前年リーグ2位のTDK（現：ブラウブリッツ秋田）に勝ち点3差をつけて2位に入った。また、全国社会人サッカー選手権大会（全社）に初参加し、三菱化成黒崎（現：ギラヴァンツ北九州）などに勝利してベスト8に進出した。
1992年
東北リーグは8勝3分3敗の成績で2年連続の2位（優勝はNEC山形）。全社は準々決勝で初戦で日本電装（現：FC刈谷）に敗退。初参加となった全国地域サッカーリーグ決勝大会（地決）はPJMフューチャーズ（現在のサガン鳥栖の母体クラブ）やYKK（現：カターレ富山）と同組のグループBに入ったが1分1敗の成績でグループリーグ敗退。
1993年
東北リーグは11勝2分1敗の成績ながら勝ち点3差で3年連続の2位（優勝はNEC山形）。全社は準決勝で横河電機（現：東京武蔵野シティFC）に敗退したが過去最高のベスト4の成績。地域決勝に進出はしたが、1分1敗の成績でグループリーグ敗退。なお、この年に天皇杯の東北予選を突破して本戦へ初出場。1回戦で三洋電機洲本を破り、初出場初勝利を飾った（2回戦で鹿島アントラーズに敗北）。また、浅野史郎宮城県知事（当時）や財界人が発起人となり「東北にＪリーグチームを設立する懇談会」が11月に設立された
1994年

1月、「東北にJリーグチームを設立する懇談会」が東北電力サッカー部を母体として新クラブを発足させる方針を決定。3月、東北電力が「東北にJリーグチームを設立する懇談会」による申し入れを了承した。東北リーグは13勝1分（無敗）の成績で2位の福島FCに勝ち点6差を付けて初優勝。全社は1回戦で日本電装に敗退した。
8月、新クラブ名について公募を行った結果が発表され、宮城県第三女子高等学校2年生が応募した、仙台藩主伊達政宗とイギリスのファッション界の権威「伊達男ブランメル」（Beau Brummell）ことジョージ・ブライアン・ブランメルに掛けた「ブランメル仙台」（Brummell Sendai）に決定する。
10月7日、新クラブの運営会社として「株式会社東北ハンドレッド」が設立され、仙台CATV社長の佐々木茂が代表取締役に就任した。10月24日までに東北電力サッカー部に所属する選手全員がブランメル仙台に参加することが固まった。

### ブランメル仙台
1994年
11月1日、ブランメル仙台が正式に発足し、初代監督に鈴木武一が就任した。なお、プロ契約は鈴木武一および選手兼任コーチの鈴木淳のみで、残りの選手は東北電力社員のまま参加することとなった。
1995年
1月、地域決勝に参戦しNTT九州などと同組のグループBに入り、2戦2勝の成績でグループリーグを突破。決勝ラウンドも2勝1敗（1PK負）の成績で優勝し、同年からジャパンフットボールリーグ（JFL）へ昇格した。
JFL昇格当初は特にV川崎の選手を補強しチーム編成したが、16チームによる2回戦総当たり形式のリーグ戦で仙台は勝点27の15位。なお、2度目の出場となった天皇杯の1回戦でジェフユナイテッド市原（現：ジェフユナイテッド市原・千葉）に勝利した。
また、当時のホームスタジアムだった宮城県サッカー場（利府町。北緯38度20分35.9秒 東経140度58分24.4秒）および宮城野原公園総合運動場宮城陸上競技場（仙台市。2009年に「仙台市陸上競技場」に改称。北緯38度15分30.5秒 東経140度54分14.5秒）にはナイター設備がなかったため、平日のデーゲーム開催も行った。なお、この年にJリーグ準会員として承認された
1996年
ピエール・リトバルスキーが現役複帰、フランク・オルデネビッツら大型補強を行った。後期開幕からは191センチのDFラインハルト・シュトゥンプを加えた。オルデネビッツは20得点、水内猛が15得点、リトバルスキーは12アシストを決めるも、年間5位に終わって昇格を逃した。オルデネビッツがシーズン終了後に退団した。
1997年
ブランコ・エルスナー監督が就任、大倉智、真中幹夫、らのJリーグ経験者を補強して昇格を目指したが、川崎フロンターレに0-3、東京ガスに0-5と連敗すると、エルスナー監督が辞任、後任にはGKコーチのミロシュ・ルスが就任した。リーグ戦は勝点40の8位。また、ナビスコ杯に初参加。Jリーグ勢3チームとグループリーグ戦を戦うも、1分5敗の最下位。6月、泉区・七北田公園内に仙台スタジアムが開設。全くといっていい程起用されなかったリトバルスキーが引退した。
1998年
Jリーグ2部制開始を翌年に控える関係で、JFLはこの年をもって終了。JFLリーグは勝点43の7位に終わり、J1参入決定戦への出場はならなかった。ナビスコ杯はグループリーグ4戦全敗で敗退。天皇杯は3回戦で横浜マリノス（現：横浜F・マリノス）に勝利した。なお、健康食品メーカー「ジャパンヘルスサミット」とユニフォーム（胸部分）スポンサー契約を締結。同社の商品名「カニトップ」がユニフォームの胸部分に付くようになった。
クラブは1999年よりJリーグへ正会員として加盟して、Jリーグ ディビジョン2（J2）へ参加、「ブランメル」の呼称が服飾ブランドの商標と重複することもあり、チーム名をベガルタ仙台へ改称した。

## 年度別成績および歴代監督

### 東北電力サッカー部
| 年度 | 所属   | リーグ戦 | リーグ戦 | リーグ戦 | リーグ戦 | リーグ戦 | リーグ戦 | 天皇杯    | 監督     |
| 年度 | 所属   | 試合     | 勝点     | 勝利     | 敗戦     | 引分     | 順位     | 天皇杯    | 監督     |
| ---- | ------ | -------- | -------- | -------- | -------- | -------- | -------- | --------- | -------- |
| 1989 | 宮城県 |          |          |          |          |          | 優勝     | -         |          |
| 1990 | 宮城県 |          |          |          |          |          | 優勝     | -         | 鈴木武一 |
| 1991 | 東北   | 14       | 20       | 9        | 3        | 2        | 2位      | -         | 鈴木武一 |
| 1992 | 東北   | 14       | 19       | 8        | 3        | 3        | 2位      | -         | 鈴木武一 |
| 1993 | 東北   | 14       | 24       | 11       | 1        | 2        | 2位      | 2回戦敗退 | 鈴木武一 |
| 1994 | 東北   | 14       | 27       | 13       | 0        | 1        | 優勝     | -         | 鈴木武一 |

### ブランメル仙台
| 年度 | 所属 | リーグ戦 | リーグ戦 | リーグ戦 | リーグ戦 | リーグ戦 | ナビスコ杯          | 天皇杯    | 監督                                             | 備考 |
| 年度 | 所属 | 試合     | 勝点     | 勝利     | 敗戦     | 順位     | ナビスコ杯          | 天皇杯    | 監督                                             | 備考 |
| ---- | ---- | -------- | -------- | -------- | -------- | -------- | ------------------- | --------- | ------------------------------------------------ | ---- |
| 1995 | JFL  | 30       | 27       | 9        | 21       | 15位     | -                   | 2回戦敗退 | 鈴木武一                                         |      |
| 1996 | JFL  | 30       | 56       | 18       | 12       | 5位      | -                   | 3回戦敗退 | 佐藤長栄                                         |      |
| 1997 | JFL  | 30       | 40       | 15       | 15       | 8位      | グループ リーグ敗退 | 2回戦敗退 | ブランコ・エルスナー → ミロシュ・ルス → 三浦俊也 |      |
| 1998 | JFL  | 30       | 43       | 18       | 12       | 7位      | グループ リーグ敗退 | 4回戦敗退 | 鈴木武一                                         | ※1   |

- ※1：壱岐洋治が総監督を務める（1999年途中まで）。

## 通算対戦成績

### リーグ戦

#### ジャパンフットボールリーグ時代
| 対戦クラブ                                | 勝 | 分 | 負 |
| ----------------------------------------- | -- | -- | -- |
| コンサドーレ札幌（←東芝サッカー部）       | 0  | 0  | 6  |
| モンテディオ山形（←NEC山形サッカー部）    | 4  | 0  | 4  |
| 水戸ホーリーホック                        | 3  | 0  | 1  |
| 大宮アルディージャ（←NTT関東サッカー部）  | 5  | 0  | 3  |
| 東京ガスサッカー部                        | 1  | 0  | 7  |
| 川崎フロンターレ（←富士通川崎←富士通）    | 2  | 0  | 6  |
| ヴァンフォーレ甲府（←甲府サッカークラブ） | 5  | 0  | 3  |
| アルビレックス新潟                        | 1  | 0  | 1  |
| 京都パープルサンガ                        | 0  | 0  | 2  |
| ヴィッセル神戸                            | 2  | 0  | 2  |
| 大塚FCヴォルティス徳島                    | 4  | 0  | 4  |
| アビスパ福岡（←福岡ブルックス）           | 0  | 0  | 2  |
| サガン鳥栖                                | 2  | 0  | 2  |
| 大分FC                                    | 5  | 0  | 1  |
| 本田技研工業                              | 2  | 0  | 6  |
| ソニー仙台FC                              | 2  | 0  | 0  |
| デンソー（現-FC刈谷）                     | 5  | 0  | 1  |
| 国士舘大学                                | 2  | 0  | 0  |
| 鳥栖フューチャーズ                        | 2  | 0  | 2  |
| コスモ石油四日市FC                        | 1  | 0  | 3  |
| 福島FC                                    | 3  | 0  | 3  |
| 西濃運輸                                  | 5  | 0  | 1  |
| ジヤトコ                                  | 4  | 0  | 0  |
| 合計                                      | 60 | 0  | 60 |

## 国際試合
| 開催年月日 | 開催年月日 | 大会名   | 対戦相手         | 会場                         | 結果  |
| ---------- | ---------- | -------- | ---------------- | ---------------------------- | ----- |
| 1995年     | 4月8日     | 親善試合 | CAブラガンチーノ | 宮城陸上競技場               | ● 0-2 |
| 1995年     | 4月10日    | 親善試合 | CAブラガンチーノ | 女川町総合運動公園陸上競技場 | ● 0-2 |

## タイトル

### リーグ戦
- 東北社会人サッカーリーグ
  - 優勝（1回）：1994年
  - 準優勝（3回）：1991年、1992年、1993年
- 宮城県サッカーリーグ
  - 優勝（2回）：1989年、1990年

### その他
- 全国地域リーグ決勝大会
  - 優勝（1回）：1994年（第18回）

## 記録

### チーム記録

#### 最多得点試合
|     | H & A    | スコア | 試合日                 | 対戦相手           |
| --- | -------- | ------ | ---------------------- | ------------------ |
| JFL | ホーム   | 6-1    | 1998年第15節（8月9日） | ジヤトコサッカー部 |
| JFL | アウェー | 4-0    | 1995年第3節（5月18日） | 福島FC             |
| JFL | アウェー | 4-3    | 1996年第8節（6月2日）  | NTT関東            |
| JFL | アウェー | 4-1    | 1996年第19節（9月1日） | 西濃運輸           |
| JFL | アウェー | 4-2    | 1998年第14節（8月2日） | デンソー           |

#### 最多失点試合
|     | H & A    | スコア | 試合日                   | 対戦相手           |
| --- | -------- | ------ | ------------------------ | ------------------ |
| JFL | ホーム   | 1-5    | 1995年第2節（5月14日）   | 福岡ブルックス     |
| JFL | ホーム   | 0-5    | 1995年第7節（6月11日）   | NEC山形            |
| JFL | ホーム   | 0-5    | 1995年第13節（7月13日）  | 東京ガス           |
| JFL | ホーム   | 1-5    | 1995年第15節（7月23日）  | 京都パープルサンガ |
| JFL | アウェー | 1-7    | 1995年第27節（10月15日） | 東京ガス           |

#### 最多連勝
|     | 連勝試合数 | 期間                                       | 備考                        |
| --- | ---------- | ------------------------------------------ | --------------------------- |
| JFL | 9連勝      | 1998年第22節（9月20日）- 第30節（11月8日） | Vゴール勝ち2、PK勝ち2を含む |

#### 最多連敗
|     | 連敗試合数 | 期間                                      | 備考 |
| --- | ---------- | ----------------------------------------- | ---- |
| JFL | 7連敗      | 1997年第5節（5月15日）- 第11節（6月21日） |      |

### 個人記録

#### 通算最多試合出場
|     | 試合数 | 氏名     | 備考 |
| --- | ------ | -------- | ---- |
| JFL | 66試合 | 本明利樹 |      |

#### 通算最多得点
|     | 得点数 | 氏名     | 備考 |
| --- | ------ | -------- | ---- |
| JFL | 25得点 | 阿部良則 |      |

#### シーズン最多得点
|     | 得点数 | 氏名       | 達成年度 |
| --- | ------ | ---------- | -------- |
| JFL | 14得点 | エジマール | 1995年   |

#### ハットトリック
|     | 得点数 | 氏名     | 達成日                  | 対戦相手           |
| --- | ------ | -------- | ----------------------- | ------------------ |
| JFL | 3得点  | 阿部良則 | 1995年5月18日（第3節）  | 福島FC             |
| JFL | 3得点  | 阿部良則 | 1998年8月9日（第15節）  | ジヤトコサッカー部 |
| JFL | 3得点  | オッツェ | 1996年8月29日（第18節） | デンソー           |
| JFL | 3得点  | 平聡     | 1998年11月1日（第30節） | サガン鳥栖         |

#### 最多観客動員試合
|     | H & A    | 観客動員 | 試合日                  | 対戦相手         | スタジアム         |
| --- | -------- | -------- | ----------------------- | ---------------- | ------------------ |
| JFL | ホーム   | 14,145人 | 1997年第8節（6月1日）   | 本田技研         | 仙台スタジアム     |
| JFL | アウェー | 15,318人 | 1997年第19節（8月31日） | コンサドーレ札幌 | 札幌厚別公園競技場 |

#### 最少観客動員試合
|     | H & A    | 観客動員 | 試合日                   | 対戦相手           | スタジアム     |
| --- | -------- | -------- | ------------------------ | ------------------ | -------------- |
| JFL | ホーム   | 1,293人  | 1995年第28節（10月19日） | 大塚FC             | 宮城陸上競技場 |
| JFL | ホーム   | 2,845人  | 1998年第27節（10月15日） | 大宮アルディージャ | 仙台スタジアム |
| JFL | アウェー | 270人    | 1998年第26節（10月12日） | 国士舘大学         | 駒沢陸上競技場 |